# Christopher Baldwin
Chris Baldwin (Chicago, 15 de octubre de 1975) es un ciclista estadounidense. Debutó como profesional en 1999. Ha sido Campeón de Estados Unidos en Contrarreloj en 2003 y 2005.

## Palmarés
2001
- 2 etapas de la Cascade Classic

2002
- 3.º en el Campeonato de Estados Unidos Contrarreloj

2003
- Campeonato de Estados Unidos Contrarreloj
- 1 etapa del Tour de Beauce
- 1 etapa del Tour de Toona
- 2.º en los Juegos Panamericanos Contrarreloj

2004
- 1 etapa de la Cascade Classic
- 1 etapa de la Colorado Cyclist Classic

2005
- Campeonato de Estados Unidos Contrarreloj

2006
- Tour de Gila, más 1 etapa
- 1 etapa del Tour de Utah
- 2.º en el Campeonato de Estados Unidos Contrarreloj